# 方叔忠
方叔忠（16世紀—1607年），字壮明，號懷樂，四川潼川州遂宁县人，明朝政治人物。同进士出身。

## 生平
九月二十三日生，治春秋。萬曆十六年（1588年）戊子科四川乡试第九名举人，二十三年（1595年）乙未科进士，户部觀政，二十四年十月授湖廣邵阳县知县，丁父憂，二十九年考察調簡。三十年改任順德府儒學教授，三十一年升平乡知县，三十五年擢刑部主事，本年卒。其墓在象山。

## 家族
曾祖方應福。祖父方聘，副贡士。父方之屏，增廣生。母王氏。严侍下。娶王氏。子楫、樟、柱、梧、檀、柏、梓。